# Menoetius (Mond)
Menoetius ist die kleinere Komponente (Mond) des Doppelasteroiden-Systems des L5-Jupiter-Trojaners (617) Patroclus. Sein mittlerer Durchmesser beträgt rund 113 Kilometer, womit er nur etwa 7,7 % kleiner als der Mutterasteroid ist.

## Entdeckung und Benennung
Menoetius wurde am 22. September 2001 von William J. Merline, Laird M. Close, N. Siegler, D. Potter, Clark R. Chapman, Christophe Dumas, François Menard und David C. Slater mit dem 8,1-Meter-Gemini North-Teleskop auf dem Mauna Kea auf Hawaii entdeckt. Es war der erste entdeckte Mond eines Trojaners. Da das Patroclus-System ein Doppelsystem ist, kann auch der Trabant Skamandrios des Trojaners (624) Hektor als erstentdeckter Trojanermond gelten. Die Entdeckung wurde am 29. Oktober 2001 bekanntgegeben; der Mond erhielt die vorläufige Bezeichnung S/2001 (617) 1. Am 2. Februar 2006 wurde ihm der offizielle Name verliehen.
Der Asteroid ist nach Menoitios, dem Vater von Patroklos, benannt.

## Bahneigenschaften
Menoetius und Patroclus umkreisen einander in einer beinahe perfekt kreisförmigen Umlaufbahn in 680 Kilometer mittlerem Abstand (ca. 11 Patroclus- bzw. 12 Menoetiusradien) um den gemeinsamen Schwerpunkt. Dies ergibt einen Abstand beider Oberflächen von etwa 560 km, wenn man von einer runden Form beider Körper ausgeht. Die Bahnexzentrizität beträgt maximal 0,02.
Menoetius und Patroclus umrunden einander in 4 Tagen, 6 Stunden und 47 Minuten, was etwa 1020 Umläufen in einem Patroclus-Jahr (rund 11,95 Erdjahre) entspricht.

## Physikalische Eigenschaften
Nach neueren Studien scheinen die beiden anders als die meisten Asteroiden vor allem aus Wassereis anstelle von Gestein zu bestehen, was eine Entstehung in einer größeren Distanz zur Sonne nahelegt. Die außergewöhnlich niedrige Dichte von 0,8 g/cm3 – die niedriger als Wasser ist – ähnelt eher einer Kometen-Zusammensetzung. Es ist möglich, dass viele Trojaner-Asteroiden Planetesimale sind, die während der äußeren Migration der Riesenplaneten in den Lagrange-Punkten des Jupiter-Sonne-Systems vor 3,9 Milliarden Jahren eingefangen wurden.

## Erforschung
Seit der Entdeckung 2001 wurde Menoetius und Patroclus mehrfach durch erdgebundene Teleskope beobachtet. Die Gruppe um Franck Marchis beobachtete das System zwischen November 2004 und Mai 2005 am 10-Meter-Keck-Teleskop mit dem Laser guide star-adaptive Optics-System. Dabei konnte die Rotationsperiode des Systems sehr genau bestimmt werden. Die Beobachtungen wiesen auf eine retrograde Rotation hin und ergaben keine messbare Präzession.

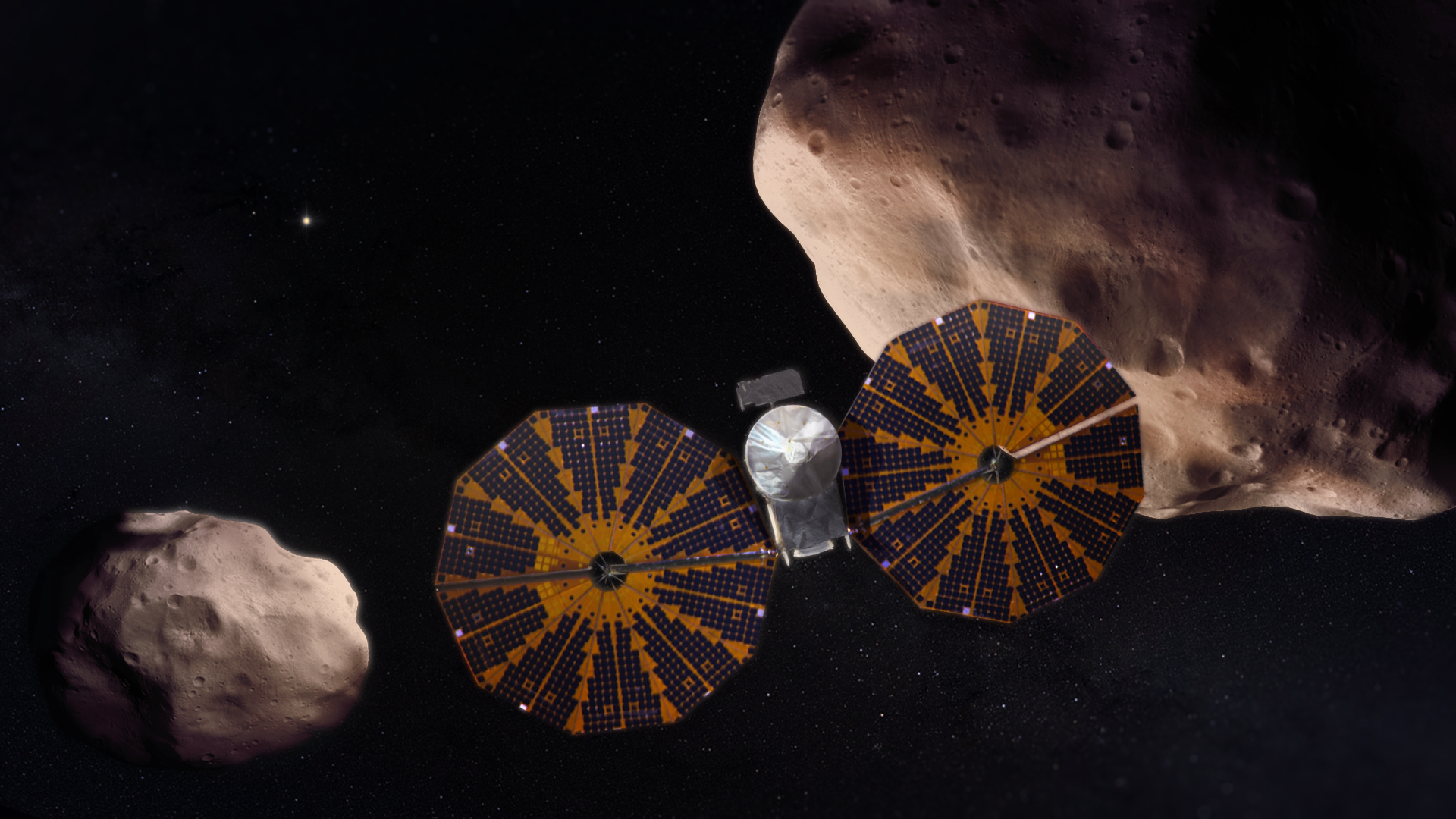
Künstlerische Darstellung der Sonde Lucy beim Besuch von Patroclus-Menoetiuis

 Am 4. Januar 2017 wurde von der NASA die Entsendung der Raumsonde Lucy beschlossen, die am 16. Oktober 2021 gestartet ist und zunächst zwischen 2027 und 2028 die L4-Trojaner (3548) Eurybates, (15094) Polymele, (11351) Leucus und (21900) Orus untersuchen soll. Dann wird die Sonde ein Swing-by an der Erde durchführen, um Menoetius und Patroclus im März 2033 zu erreichen und aus der Nähe zu erkunden.